# Канева
Канева (італ. Caneva, вен. Caneva) — муніципалітет в Італії, у регіоні Фріулі-Венеція-Джулія,  провінція Порденоне.
Канева розташована на відстані близько 460 км на північ від Рима, 115 км на захід від Трієста, 19 км на захід від Порденоне.
Населення — 6430 осіб (2014).
Щорічний фестиваль відбувається 3 липня (S.Tommaso Apostolo). 

## Демографія
Населення за роками:

Станом на 1 січня 2023 року в муніципалітеті офіційно проживало 406 іноземців з 40 країн, серед них 155 громадян країн Євросоюзу та 46 громадян України.

## Сусідні муніципалітети
- Кордіньяно
- Фонтанафредда
- Фрегона
- Польченіго
- Сачиле
- Сармеде
- Тамбре